# 166P/NEAT
166P/NEAT, komet Hironove vrste. 